# 貝雷斯托韋 (巴赫穆特區)
48°45′48″N 38°15′10″E / 48.76333°N 38.25278°E
貝雷斯托韋（烏克蘭語：Берестове）是位於乌克兰東部的村莊，由顿涅茨克州巴赫穆特区的索莱达尔市镇負責管轄。

## 歷史
在俄乌战争的乌克兰东部战役裡，由於該村座落於兩座要塞（波帕斯納與錫韋爾斯克）之間，該村處於了俄方進攻的途徑之中。俄方在試圖前往錫韋爾斯克之時，臨到這村後已停濟不前。俄軍終於2022年12月初成功攻下該村。

## 人口統計
根據 2001年烏克蘭人口普查，村民人口為1278人，他們的母語分配如下：
- 乌克兰语：78.6%
- 俄语：20.3%
- 其他：1.1%